# Wybory parlamentarne na Nauru w 1986 roku
Ósme wybory do Parlamentu Nauru miały miejsce 6 grudnia 1986 roku.
Na 44 kandydatów oddano 2189 głosów, 63 były nieważne. 12 grudnia na prezydenta Nauru wybrano Kennana Adeanga, który pełnił tę funkcję przez 9 lub 10 dni. Po odsunięciu od władzy jego miejsce objął Hammer DeRoburt.
Ruby Dediya z okręgu Anetan została pierwszą kobietą w historii Nauru, która zdobyła mandat poselski.

## Szczegółowe wyniki wyborów

### Aiwo
Głosy ważne – 265,

Głosy nieważne – 9.
| Miejsce | Kandydat                   | Wartość głosów |
| ------- | -------------------------- | -------------- |
| 1       | René Reynaldo Harris       | 161,233        |
| 2       | Kinza Godfrey Clodumar     | 126,767        |
| 3       | Patrick Deiri Cook         | 98,633         |
| 4       | Libokomedo David Agir      | 89,033         |
| 5       | Allan Ririenang Thoma      | 87,217         |
| 6       | Ephraim Rotemwemweo Gadabu | 86,367         |

### Anabar
Głosy ważne – 170,

Głosy nieważne – 1.
| Miejsce | Kandydat                  | Wartość głosów |
| ------- | ------------------------- | -------------- |
| 1       | Ludwig Derangadage Scotty | 114,750        |
| 2       | Maein Deireragea          | 86,083         |
| 3       | Godfrey Tsine Waidabu     | 78,583         |
| 4       | Deinedo Dori Deireragea   | 74,750         |

### Anetan
Głosy ważne – 242,

Głosy nieważne – 14.
| Miejsce | Kandydat                          | Wartość głosów |
| ------- | --------------------------------- | -------------- |
| 1       | Roy Demanganuwe Degoregore        | 153,217        |
| 2       | Ruby Eidagarube Dediya            | 108,867        |
| 3       | Lawrence Stephen                  | 96,333         |
| 4       | Remy Gerard Namaduk               | 78,950         |
| 5       | Adago Deinuwea Bucky Idarabwe Ika | 78,600         |
| 6       | Vassal Abogo Gadoengin            | 76,933         |

### Boe
Głosy ważne – 195,

Głosy nieważne – 2.
| Miejsce | Kandydat                        | Wartość głosów |
| ------- | ------------------------------- | -------------- |
| 1       | Hammer DeRoburt                 | 130,917        |
| 2       | Nangindeit Temanimon Kenos Aroi | 102,250        |
| 3       | Vollmer Mercury Appi            | 90,750         |
| 4       | Joske Arthur Teabuge            | 82,333         |

### Buada
Głosy ważne – 204,

Głosy nieważne – 1.
| Miejsce | Kandydat                | Wartość głosów |
| ------- | ----------------------- | -------------- |
| 1       | Vinson Franco Detenamo  | 132,083        |
| 2       | Ruben James Tullen Kun  | 126,917        |
| 3       | Manfred Rabaima Depaune | 84,167         |
| 4       | Alec Hindmarsh Stephen  | 81,833         |

### Meneng
Głosy ważne – 308,

Głosy nieważne – 21.
| Miejsce | Kandydat                       | Wartość głosów |
| ------- | ------------------------------ | -------------- |
| 1       | Bobby Ingitebo Ralph Eoe       | 156,752        |
| 2       | Paul Denabauwa Jeremiah        | 116,658        |
| 3       | Vinci Niel Clodumar            | 106,414        |
| 4       | Joshua Porthos Bwaidongo Bop   | 105,226        |
| 5       | Parcelle James Dedagenumon Bop | 100,975        |
| 6       | Nimrod Botelanga               | 100,402        |
| 7       | Dogaben Alec Jimrock Harris    | 78,123         |
| 8       | Ralph Steven                   | 72,549         |

### Ubenide
Głosy ważne – 509,

Głosy nieważne – 13.
| Miejsce | Kandydat                       | Wartość głosów |
| ------- | ------------------------------ | -------------- |
| 1       | Bernard Annen Auwen Dowiyogo   | 241,911        |
| 2       | Kennan Ranibok Adeang          | 232,149        |
| 3       | Robidok Bagewa Buraro Detudamo | 228,651        |
| 4       | Derog Gioura                   | 196,961        |
| 5       | Paul Lawrence Maginkieo Ribauw | 132,766        |
| 6       | Mark Dennis Kun                | 129,561        |
| 7       | Nelson Eddy Scotty             | 123,213        |
| 8       | Cagney Scotty                  | 98,143         |

### Yaren
Głosy ważne – 233,

Głosy nieważne – 2.
| Miejsce | Kandydat                      | Wartość głosów |
| ------- | ----------------------------- | -------------- |
| 1       | Pres-Nimes Dabwadauw Ekwona   | 160,667        |
| 2       | Anthony Kododo Detsimea Audoa | 131,833        |
| 3       | Ludwig Dowong Keke            | 102,417        |
| 4       | Anton Jimwareiy               | 90,500         |